# Riuwaka (fleuve)
La rivière Riuwaka (en anglais : Riuwaka River), autrefois connue comme la rivière  Riwaka ), est située dans la région de Nelson dans le nord-ouest de l’Île du Sud de la Nouvelle-Zélande,.

## Géographie
Elle s’écoule sur 20 kilomètres, avant d’entrer dans la Baie de Tasman, tout près de la ville de Riwaka, à 10 kilomètres au nord de la ville de Motueka.
L'unique route, sinueuse, reliant la Baie de Tasman à la 'Golden Bay' suit la vallée de la Riuwaka avant de grimper sur les collines de Takaka Hill (en) puis redescend pour atteindre la Golden Bay en suivant la vallée de la rivière Takaka.
Sur une partie de son trajet, la rivière s’écoule sous terre à travers les grottes de calcaire, retournant à l’air libre au niveau de la ‘Résurgence de Riuwaka'. Ce spot est populaire à la fois pour les vacanciers et les plongeurs, car l’eau est toujours d’une transparence cristalline  et très froide même lors des grandes chaleurs du milieu de l’été  .

## Dénomination
Le nom de la rivière fut officiellement modifié en rivière ‘Riuwaka’ en août 2014, suivant le 'Treaty of Waitangi settlements' (en) passé entre la  Couronne et les iwi locaux des Ngāti Rārua (en) et Te Ātiawa o Te Waka-a-Māui.